# Радеґаст Паролек
Радеґаст Паролек (1 грудня 1920, Прага — 15 вересня 2019, Прага) — чеський університетський педагог, перекладач з литовської та латвійської мов, автор кількох праць з російської та балтійської літератури. Був володарем найвищої латвійської державної нагороди ордена «Трьох зірок» (1997).
Його батьком був художник, архівіст, поет, есеїст і легіонер Франтішек Паролек.

## Творчість
Радеґаст Паролек є автором дослідження «Федір Михайлович Достоєвський», Прага: Orbis, 1963,
та ряду інших літературознавчих студій.
Переклади з литовської:
- Едуардас Межелайтіс: Тінь Ікара

Латиські переклади:
- Анна Бауг: Три хороші речі
- Райніс: Далекі відлуння
- Карліс Скальбе: Коли я плив до Королеви Півночі
- Андрей Пумпурс: Поєдинок над безоднею, переказ штучного епосу Лачплесіс